# Chersotis friedeli
Chersotis friedeli là một loài bướm đêm trong họ Noctuidae.